# Ratinho Júnior
Carlos Roberto Massa Júnior (Jandaia do Sul, 19 de abril de 1981), conhecido como Ratinho Júnior, é um empresário, comunicador e político brasileiro, filiado ao Partido Social Democrático (PSD). Foi deputado estadual, deputado federal e secretário de Estado. Desde 1.º de janeiro de 2019 é o governador do estado do Paraná.

## Biografia
Filho de Carlos Roberto Massa e Solange Martinez Massa, Carlos Roberto Massa Júnior nasceu em 19 de abril de 1981 em Jandaia do Sul, interior do Paraná, mas mudou-se para a cidade de Curitiba ainda com três anos de idade.  
Seu pai, mais conhecido como Ratinho, tornou-se famoso no Brasil como apresentador do Programa do Ratinho, um programa de televisão de grande audiência do SBT, e também por ser o proprietário do Grupo Massa, um conglomerado empresarial atuante nas áreas de comunicação (Rede Massa e Massa FM), agronegócio, gestão e licenciamento de marcas. Além disso, seu pai também foi deputado federal pelo Paraná entre os anos de 1991 e 1995.
Ratinho Júnior cursou toda a educação básica no estado do Paraná, no colégio Tuiuti (1988-1992), em Curitiba, no Colégio Unidade São José dos Pinhais (1993-1995) e no Colégio Ideal (1996-1998), ambos em São José dos Pinhais. . Completou a educação básica, com a finalização do ensino médio no CEEBJA Paulo Freire. 
Em 2004, graduou-se em Marketing e Propaganda na Faculdade Internacional de Curitiba (FACINTER) e, ainda antes de concluir a graduação, trabalhou em diversas emissoras de rádio e TV do Paraná apresentando, inclusive, o programa Microfone Aberto na Rádio Massa FM, pertencente ao conglomerado empresarial de seu pai.

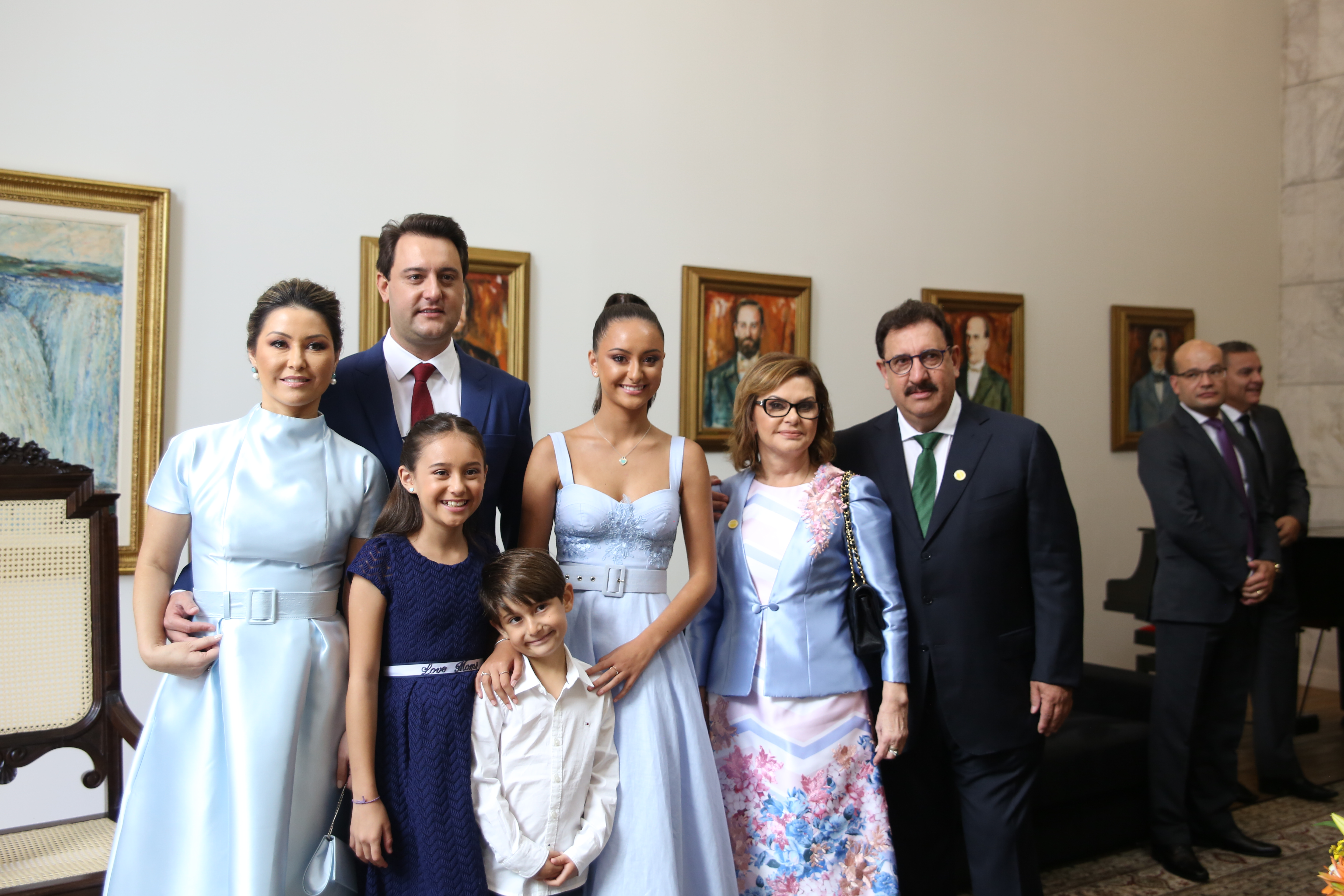
Ratinho Júnior, a esposa Luciana Saito Azevedo, e família.

Em 2011, concluiu a pós-graduação em Direito do Estado pela Universidade Católica de Brasília, no Distrito Federal, além de realizar cursos de especialização em Administração tributária e Reforma Fiscal e Sociedade pela Universidade Complutense, em Madri, na Espanha. Além disso, cuidou da administração de cinco empresas de sua família, dentre elas duas emissoras de rádio, a Estação FM, em Curitiba, e a Eldorado AM 1120, em São José dos Pinhais, exercendo a função de diretor do Grupo Massa.
Desde 2003, Carlos Roberto Massa Júnior é casado com a empresária Luciana Saito Azevedo e tem três filhos: Alana Saito Massa, Yasmim Saito Massa e Carlos Roberto Massa Neto.

## Trajetória política
Ratinho Júnior iniciou sua trajetória política aos 21 anos de idade, quando candidatou-se ao cargo de deputado estadual pelo Partido Socialista Brasileiro (PSB) em outubro de 2002. Durante sua campanha teve o apoio das empresas de seu pai e conseguiu ser eleito o deputado estadual mais votado do partido no estado do Paraná, contabilizando mais de 189 mil votos. Na Assembleia Legislativa do Paraná, foi vice-presidente da Comissão de Constituição e Justiça (CCJ) e relator da Comissão Parlamentar de Inquérito (CPI) da Companhia Paranaense de Energia (COPEL). Ainda em 2001, foi eleito segundo-vice-presidente do diretório estadual do PSB exercendo o cargo até julho de 2003, quando deixou o partido e filiou-se ao Partido Popular Socialista (PPS) do qual também se tornou vice-líder em 2004, mesmo ano em que concluiu sua graduação.
Em 2006, candidatou-se ao pleito para deputado federal pelo PPS, elegendo-se para a 53.ª legislatura como a segunda maior votação do estado com a soma de 205.286 votos. Logo após ser eleito, mudou sua filiação para o Partido Social Cristão (PSC), tornando-se presidente do diretório estadual do partido e ocupando a vice-presidência da Comissão de Ciência e Tecnologia, Comunicação e Informática. Ainda na Câmara dos Deputados, foi um dos signatários da Comissão Parlamentar Mista de Inquérito (CPMI) que visava apurar irregularidades na transferência de recursos do governo federal para o Movimento dos Trabalhadores Rurais Sem Terra (MST), foi a favor da redução da jornada de trabalho para 40 horas semanais e assinou a Proposta de Emenda Constitucional (PEC) que regulamentava a possibilidade de um terceiro mandato para chefes do Executivo, inclusive o presidente da República.
Em 2010, Ratinho Júnior candidatou-se à reeleição na Câmara Federal pelo PSC e obteve a maior votação da história do Paraná, contabilizando quase 360 mil votos. Eleito para a 54.ª legislatura, foi escolhido líder da bancada partidária do PSC na câmara e titular para a Comissão de Ciência e Tecnologia, Comunicação e Informática (CCTCI).
Após as eleições municipais de 2012, período que ficou licenciado, retornou à Câmara Federal, ficou no cargo até janeiro de 2013, quando licenciou-se novamente para assumir a Secretaria de Estado do Desenvolvimento Urbano do Paraná (SEDU) na gestão Beto Richa. Já em abril de 2014, tirou licença do cargo de secretário para reassumir sua posição como deputado federal. Ainda no mesmo ano, Ratinho Júnior afastou-se novamente da câmara para concorrer a uma vaga na Assembleia Legislativa do Paraná.
Na Primeira Turma do Supremo Tribunal Federal, em 2014, o então deputado Ratinho Júnior tornou-se réu por falsidade ideológica. Ratinho Júnior foi acusado de ter cometido fraude na prestação de contas ao omitir doações no valor de R$ 80 mil para a sua campanha em 2002, quando concorreu ao cargo de deputado estadual. Em sua defesa, afirmou que todas as suas contas foram aprovadas na Justiça Eleitoral e que, mesmo que houvesse cometido o crime, não poderia mais ser punido por ter prescrito. 
Ratinho Júnior teve seu nome envolvido em delação premiada na qual o então secretário de Desenvolvimento Urbano do Paraná foi acusado de viabilizar recursos de aproximadamente R$ 4 milhões para a implantação de 120 câmeras de segurança em Foz do Iguaçu. A empresa venceria uma licitação para dar retorno financeiro de 10% sobre o valor do projeto, o equivalente a R$ 400 mil, para Ratinho Júnior, após o cancelamento fraudulento de um primeiro pregão. Ratinho Júnior negou que tenha participado da licitação mencionada e afirmou que ela não foi consolidada e o dinheiro não foi liberado. Afirmou ainda que a acusação é falsa e que não conhece o dono da empresa envolvida. 
Durante sua permanência na câmara dos deputados, apesar de ter apresentado um grande número de Projetos de Lei e sendo eleito por dois anos como o deputado paranaense que mais apresentou projetos, poucos foram aprovados. Seu primeiro projeto como deputado foi o PL 1958/2007, que propunha que motoristas de ônibus escolares estivessem isentos de pagar o IPI. Desde 2007, apresentou 45 PLs na câmara, entre eles o PL 6569/2009, que propunha que os estádios de futebol deveriam vender ingressos apenas à equipe mandante da partida.
Nas eleições de 2014, Ratinho Júnior foi novamente eleito deputado estadual pelo estado do Paraná com a candidatura mais votada em todo o Brasil, contabilizando mais de 300 mil votos. Durante o segundo mandado na Assembleia Legislativa paranaense e no início do segundo mandato de Beto Richa (PSDB), licenciou-se do cargo para retornar à posição de Secretário do Desenvolvimento Urbano do Paraná (SEDU), permanecendo até 11 de setembro de 2017, quando pediu exoneração para retornar às funções de deputado estadual.
Em outubro de 2021, Ratinho Júnior foi pego em escuta telefônica da Polícia Federal oferecendo ajuda a um aliado investigado por corrupção. Celso Pozzobom (PSC) havia sido afastado do cargo de prefeito de Umuarama por estar sendo investigado pelo desvio de 19 milhões de reais da Fundação Municipal de Saúde, apurados na Operação Metástase. Os recursos teriam sido utilizados para a construção de uma casa de veraneio no interior do estado.

### Candidato à Prefeitura de Curitiba
Em 2012, licenciou-se do mandato de deputado federal para concorrer à prefeitura de Curitiba ainda pelo PSC, com a coligação Curitiba Criativa (PSC, PCdoB, PR e PTdoB) mas, mesmo vencendo o primeiro turno, foi derrotado por Gustavo Fruet (PDT) no segundo turno.

### Governador do Paraná

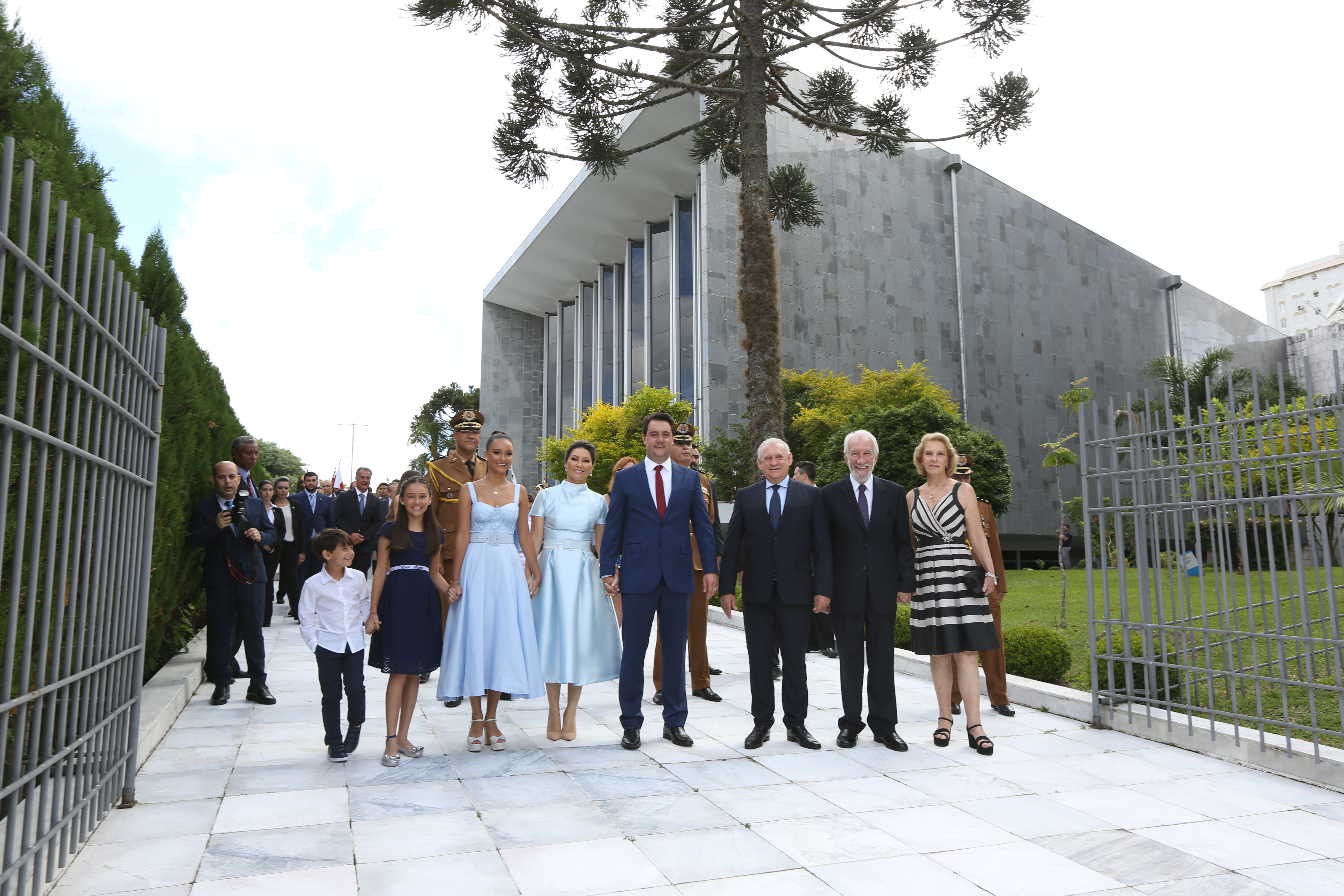
Posse do Governador Carlos Massa Ratinho Junior em 1º de janeiro de 2019, em Curitiba, no Paraná.

Na convenção realizada pelo Partido Social Democrático (PSD) em 21 de julho de 2018, Ratinho Júnior foi confirmado como candidato ao governo do Paraná pela coligação Paraná Inovador, contando com o apoio do Partido Social Cristão (PSC), Partido Verde (Brasil) (PV), Partido da República (PR), Partido Humanista da Solidariedade (PHS), Avante, Partido Republicano Brasileiro (PRB) e Partido Popular Socialista (PPS). Com a soma de 3.210.712 votos (59,99% dos válidos), Ratinho Júnior foi eleito governador do estado do Paraná ao lado do vice Darci Piana, ainda no primeiro turno das eleições. Já no primeiro dia do mandato, nomeou os 15 secretários de Estado a comporem a sua gestão.
| Pasta                                   | Incumbente                   | Partido                    |
| --------------------------------------- | ---------------------------- | -------------------------- |
| Agricultura e Abastecimento             | Norberto Ortigara            | Partido Social Democrático |
| Casa Civil                              | Guto Silva                   | Partido Social Democrático |
| Casa Militar                            | Welby Pereira Sales          | Independente               |
| Controladoria-geral                     | Raul Siqueira                | Independente               |
| Cultura                                 | Hudson José                  | Partido Social Democrático |
| Desenvolvimento Ambiental e Turismo     | Marcio Nunes                 | Partido Social Democrático |
| Desenvolvimento Urbano e Obras Públicas | João Carlos Ortega           | Partido Social Democrático |
| Educação e Esporte                      | Renato Feder                 | Independente               |
| Gestão Pública                          | Reinhold Stephanes           | Partido Social Democrático |
| Procuradoria-geral                      | Letícia Ferreira da Silva    | Independente               |
| Segurança Pública                       | Luiz Felipe Kraemer Carbonel | Independente               |
| Infraestrutura e Logística              | Sandro Alex                  | Partido Social Democrático |
| Saúde                                   | Beto Preto                   | Partido Social Democrático |
| Justiça, Família e Trabalho             | Ney Leprevost                | Partido Social Democrático |
| Planejamento e Projetos Estruturantes   | Valdemar Bernardo Jorge      | Republicanos               |

Nas eleições de outubro de 2022 foi reeleito ao cargo de governador do estado com 3 319 139 votos (69,75% dos votos válidos).
| Pasta                                          | Incumbente                      | Partido                    |
| ---------------------------------------------- | ------------------------------- | -------------------------- |
| Casa Civil                                     | João Carlos Ortega              | Partido Social Democrático |
| Saúde                                          | Beto Preto                      | Partido Social Democrático |
| Segurança Pública                              | Coronel Hudson Leôncio Teixeira | Independente               |
| Educação                                       | Roni Miranda                    | Independente               |
| Agricultura e Abastecimento                    | Norberto Ortigara               | Partido Social Democrático |
| Fazenda                                        | Renê de Oliveira Garcia Júnior  | independente               |
| Planejamento                                   | Guto Silva                      | Progressistas              |
| Cidades                                        | Eduardo Pimentel                | Partido Social Democrático |
| Cultura                                        | Luciana Casagrande Pereira      | Independente               |
| Esporte                                        | Hélio Wirbiski                  | Cidadania                  |
| Inovação, Modernização e Transformação Digital | Marcelo Rangel                  | Partido Social Democrático |
| Indústria, Comércio e Serviços                 | Ricardo Barros                  | Progressistas              |
| Administração e Previdência                    | Elisandro Pires Frigo           | Independente               |
| Procuradoria Geral                             | Letícia Pereira da Silva        | Independente               |
| Controladoria-geral                            | Raul Siqueira                   | Independente               |
| Desenvolvimento Social e Família               | Rogério Carboni                 | Independente               |
| Ciência, Tecnologia e Ensino Superior          | Aldo Bona                       | Independente               |
| Desenvolvimento Sustentável                    | Valdemar Bernardo Jorge         | Republicanos               |
| Trabalho, Qualificação e Trabalho              | Mauro Moraes                    | União Brasil               |
| Mulher e Igualdade Racial                      | Leandre Dal Ponte               | Partido Social Democrático |
| Comunicação                                    | Cleber Mata                     | Independente               |

## Desempenho em eleições
| Ano  | Eleição                | Candidato a       | Partido | Coligação | Suplentes/Vice         | Votos     | %      | Resultado           |
| ---- | ---------------------- | ----------------- | ------- | --- | ---------------------- | --------- | ------ | ------------------- |
| 2002 | Estaduais no Paraná    | Deputado Estadual | PSB     | Socialismo com Liberdade (PSB, PGT)                                                                                | —                      | 189.739   | 3,66%  | Eleito              |
| 2006 | Estaduais no Paraná    | Deputado Federal  | PPS     | Coligação Voto Limpo (PPS, PFL)                                                                                    | —                      | 205.286   | 3,84%  | Eleito              |
| 2010 | Estaduais no Paraná    | Deputado Federal  | PSC     | — | —                      | 358.924   | 6,32%  | Eleito              |
| 2012 | Municipais de Curitiba | Prefeito          | PSC     | Curitiba Criativa (PSC, PR, PTdoB, PCdoB)                                                                          | Ricardo Mesquita (PSC) | 387 483   | 39,35% | Não eleito 2º turno |
| 2014 | Estaduais no Paraná    | Deputado Estadual | PSC     | Paraná Mais Forte (PSC, PR, PTdoB)                                                                                 | —                      | 300.928   | 5,22%  | Eleito              |
| 2018 | Estaduais no Paraná    | Governador        | PSD     | Paraná Inovador (PSD, PSC, PRB, PR, PPS, PV, PHS, AVANTE, PODE)                                                    | Darci Piana (PSD)      | 3.210.712 | 59,99% | Eleito 1º turno     |
| 2022 | Estaduais no Paraná    | Governador        | PSD     | A mudança não para, pra frente Paraná (PSD, PP, MDB, Solidariedade, PROS, Republicanos, UNIÃO, PTB, PL, PMB, Agir) | Darci Piana (PSD)      | 3.319.139 | 69,75% | Eleito 1° turno     |